# Cavasteron crassicalcar
Cavasteron crassicalcar är en spindelart som beskrevs av Baehr och Rudy Jocqué 2000. Cavasteron crassicalcar ingår i släktet Cavasteron och familjen Zodariidae. Inga underarter finns listade i Catalogue of Life.